# 馬尼法姆斯 (亞利桑那州)
馬尼法姆斯（英語：Many Farms）是位於美國亞利桑那州阿帕契縣的一個人口普查指定地區。根據2010年美國人口普查，該地人口為1348人，而該地的面積約為21.18平方千米。

## 地理
馬尼法姆斯的座標為36°21′36″N 109°37′41″W / 36.36000°N 109.62806°W，而該地最高點為海拔高度1618米（即5307英尺）。